# Reformierte Kirche Meisterschwanden

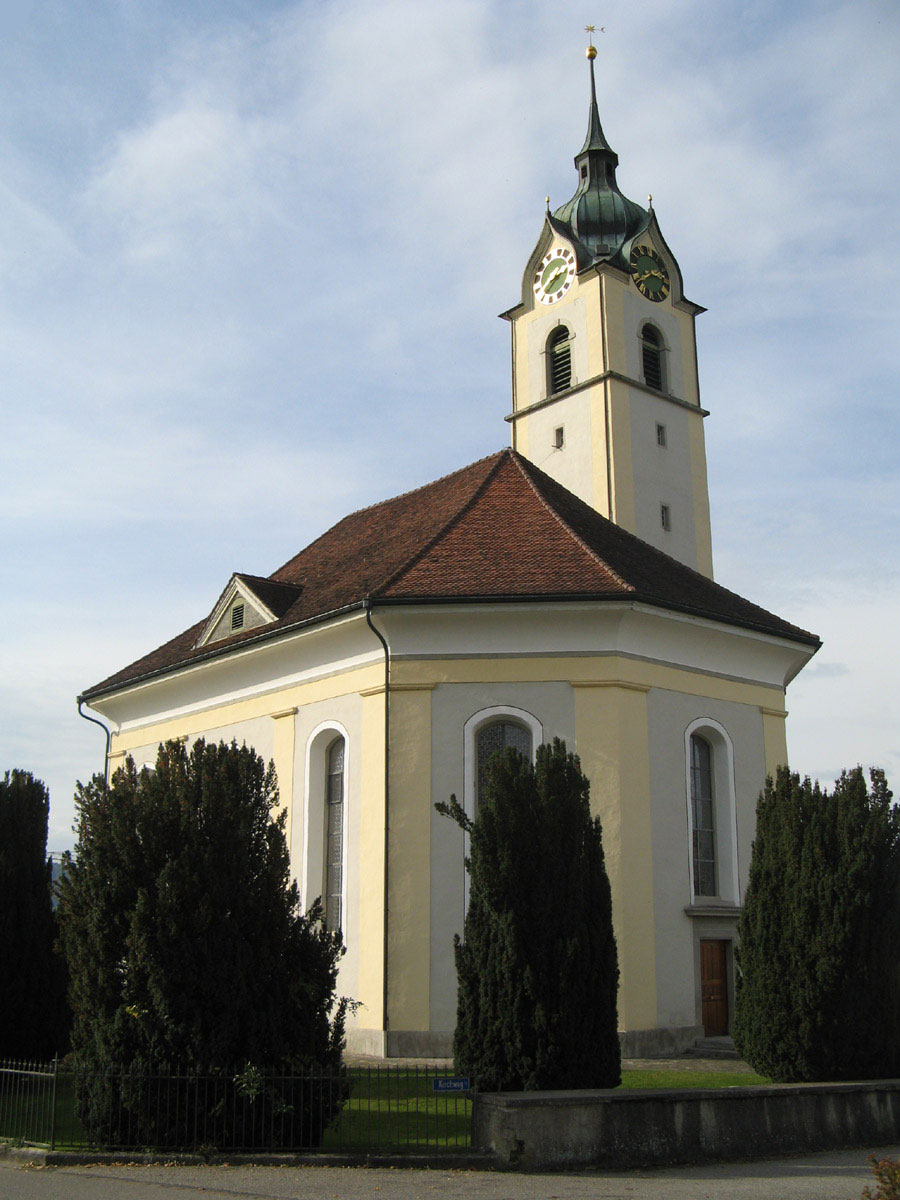
Kirche von Meisterschwanden

Die reformierte Kirche Meisterschwanden  ist die Dorfkirche der aargauischen Gemeinde Meisterschwanden in der Schweiz.

## Geschichte
Meisterschwanden und Fahrwangen, die heute in einer Kirchgemeinde zusammengeschlossen sind, gehörten bis 1817 zur Kirchgemeinde Seengen. Nach der Selbständigkeit wurde in den Jahren 1820 bis 1822 die heutige Kirche errichtet. Sie war damals alleinstehend, zwischen den Dörfern auf einem ehemaligen Exerzierplatz, im Stile des Klassizismus erbaut worden. Die Kirche wurde fast baugleich gleichzeitig mit der reformierten Kirche Seengen vom selben Baumeister errichtet. Es ist eine rechteckige Querkirche mit einem frontalen Haubenturm. Der Kirchturm ist 48 Meter hoch. Das Kirchenschiff ist aufgrund der hohen Fenster sehr hell. In den Jahren 1977/1978 wurde die Kirche von Grund auf renoviert und steht seither unter Denkmalschutz.

## Ausstattung
In der Kirche ist eine Schwebekanzel eingebaut, die vom Turm her zugänglich ist. Die vor der Renovation in den 1970er Jahren in der Kirche befindlichen Glasfenster sind heute im Kirchgemeindehaus zu finden. Da sie nicht zur ursprünglichen Ausstattung der Kirche gehörten, ordnete die Denkmalpflege ihre Entfernung aus dem Kirchenraum an.
Die ursprüngliche 1867 eingebaute mechanische Orgel von Johann Andreas Otto, Luzern mit 15 Registern auf zwei Manualen und Pedal wurde 1942 von der Firma Orgelbau Goll auf elektropneumatische Trakturen umgebaut und auf 22 Register erweitert.

## Glocken
Im Kirchturm hängt ein fünfstimmiges Glockengeläut mit drei Glocken aus dem 20. und zwei aus dem 19. Jahrhundert. Letztere wurden von der Glockengiesserei Bär in Aarau gegossen, die 1825 von der Giesserei H. Rüetschi übernommen wurde. Von Rüetschi stammen auch die anderen drei Glocken.
| Glocke | Giesserei          | Gussjahr | Durchmesser | Gewicht | Schlagton |
| ------ | ------------------ | -------- | ----------- | ------- | --------- |
| 1      | H. Rüetschi, Aarau | 1957     | 1700 mm     | 2904 kg | H°        |
| 2      | Bär, Aarau         | 1822     | 1290 mm     | 1200 kg | dis′      |
| 3      | Bär, Aarau         | 1822     | 1100 mm     | 720 kg  | fis′      |
| 4      | H. Rüetschi, Aarau | 1957     | 1020 mm     | 608 kg  | gis′      |
| 5      | H. Rüetschi, Aarau | 1957     | 890 mm      | 426 kg  | ais′      |